# Dúbravka (Bratislava)

Městská část v rámci Bratislavy

Dúbravka (německy Kaltenbrunn, maďarsky Pozsonyhidegkút) je městská část Bratislavy IV., která dnes patří k největším městským částem hlavního města Slovenska Bratislavy.

## Charakteristika
Původně šlo o samostatnou vesnici, kterou postupem doby pohltila Bratislava. Původní ves je dnes jen její malou částí. Obec Dúbravka byla k Bratislavě přičleněna v letech 1944-1946. Nachází se na východním úpatí Devínské Kobyly. Její rozloha činí 8,6 km2. Počet obyvatel se pohybuje okolo 50 000. Je rozdělena na místní části Krčace, Záluhy a Podvornice.
Narodil se zde Gustáv Husák, bývalý prezident Československa.

## Galerie

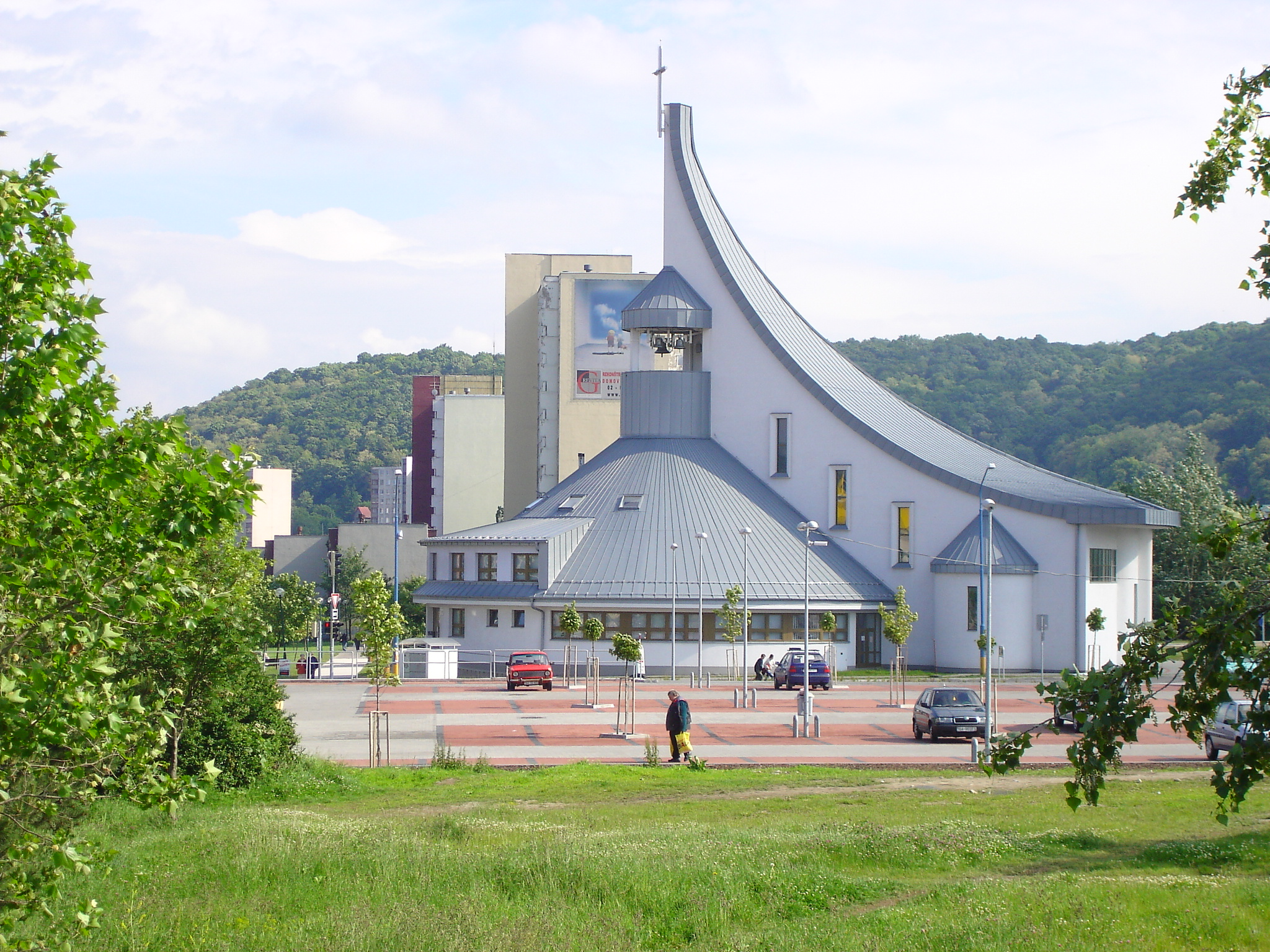
Kostel sv. Ducha
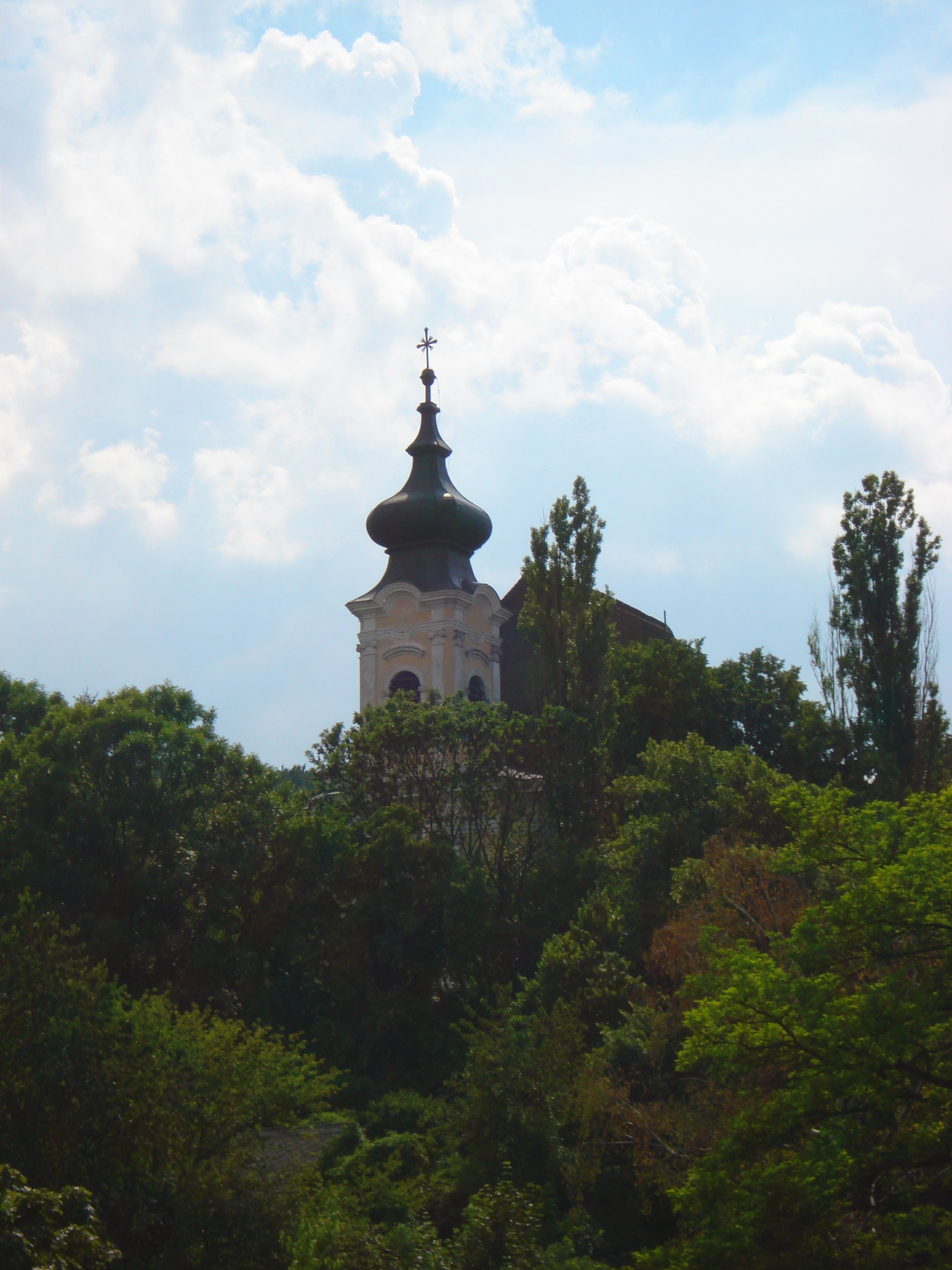
Kostol sv. Kozmy a Damiána
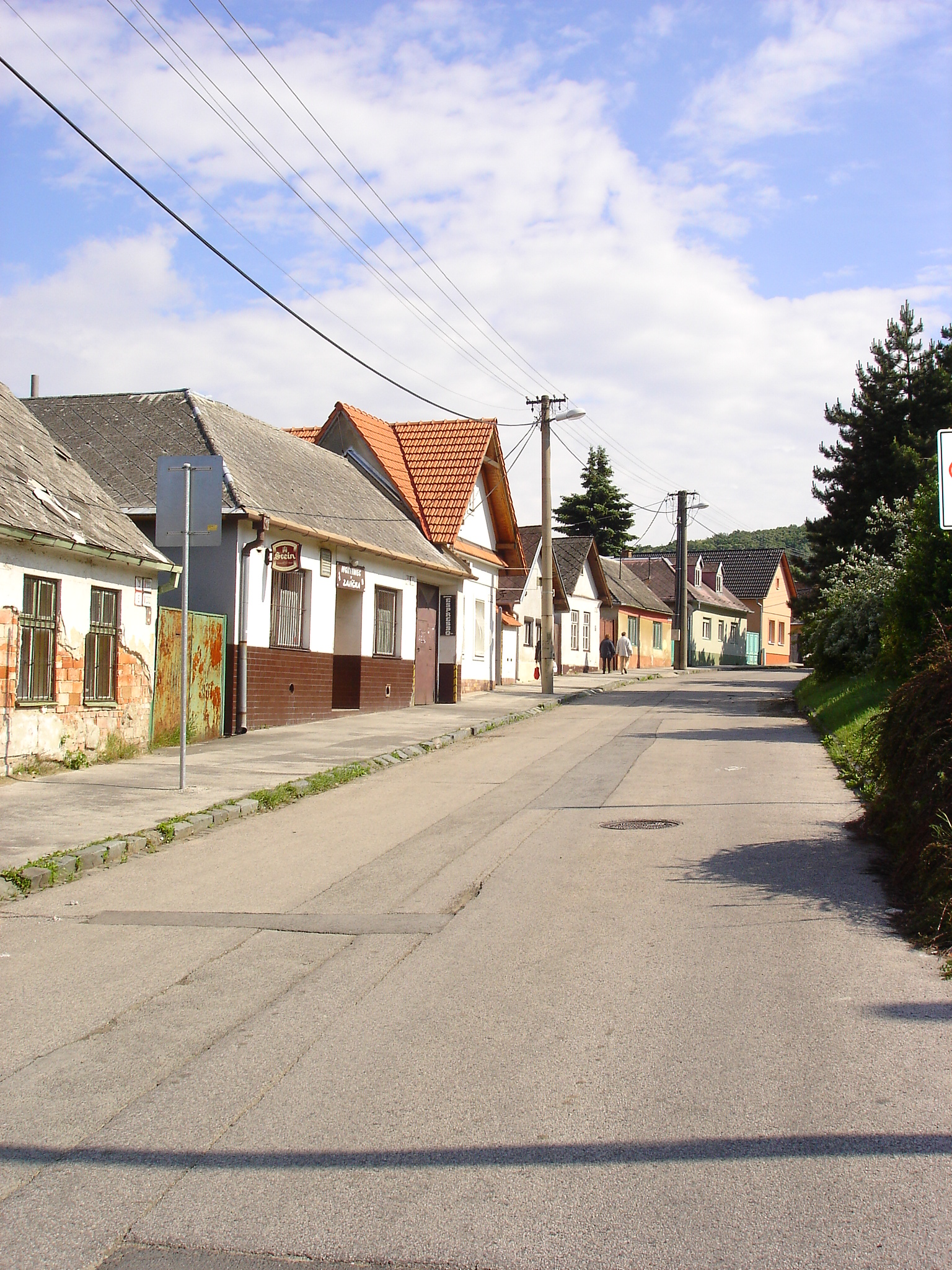
Stará Dúbravka